# Susza fizjologiczna
Susza fizjologiczna – stan, w którym roślina nie może pobierać wody z otoczenia, mimo iż woda tam występuje. Bezpośrednią przyczyną jest zbyt wysoki potencjał osmotyczny roztworu glebowego. Ilość pobieranej przez roślinę wody zależy od powierzchni absorbującej i różnicy potencjału wody. Gdy różnica potencjału jest zbyt mała roślina nie pobiera wystarczającej ilości wody.
Powodem tego może być zbyt niska temperatura powietrza, zamarzanie wody lub zbyt duże zasolenie gleby. Susza fizjologiczna występuje najczęściej późną jesienią, zimą i wczesną wiosną.
Zastosowanie zbyt dużej ilości nawozu powoduje hipertonię roztworu glebowego i suszę fizjologiczną.